# 오라녜 공비 프린세스 로열 앤

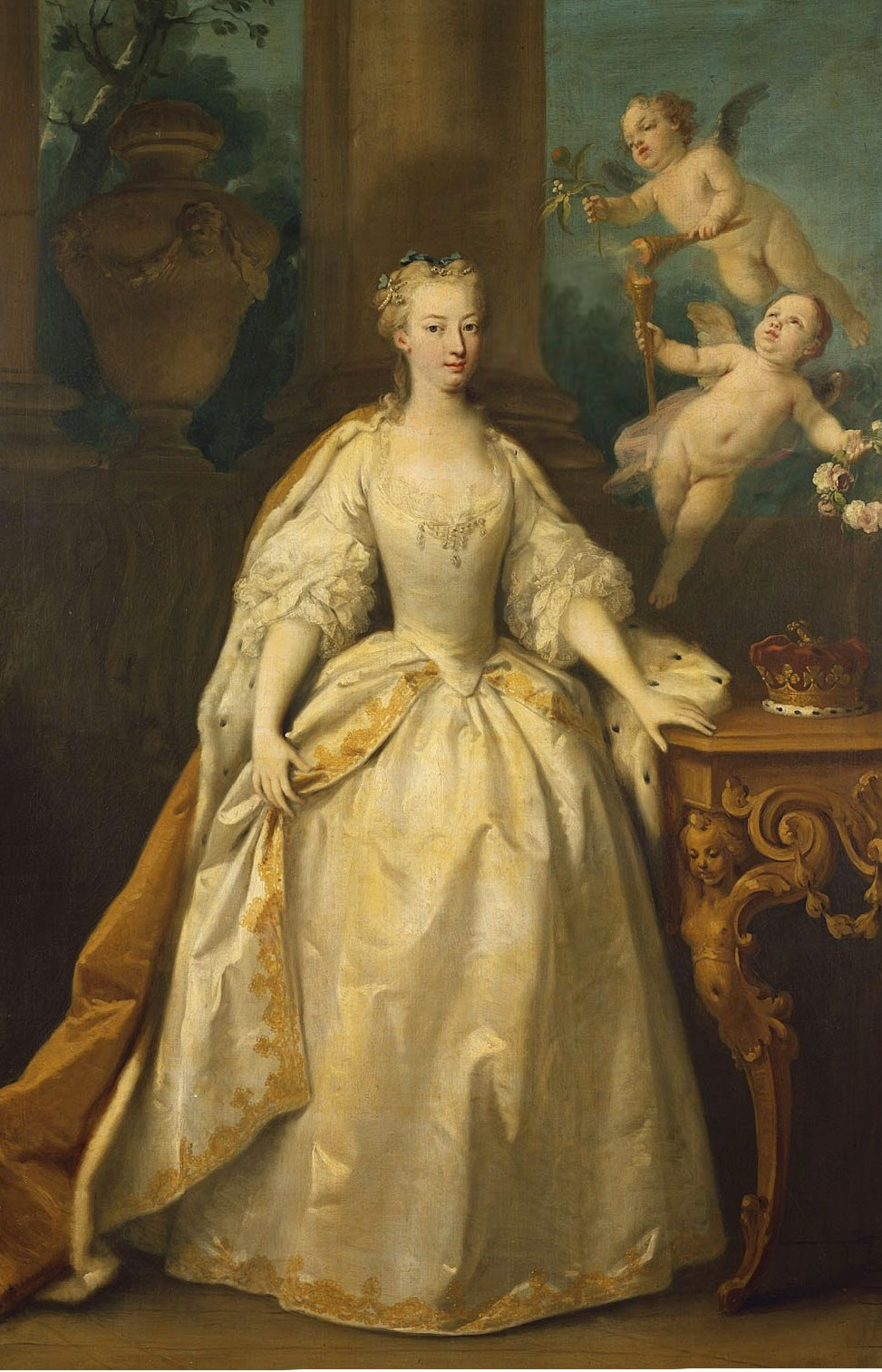
프린세스 로열 앤

오라녜 공비 프린세스 로열 앤(Anne, Princess Royal and Princess of Orane, 1709년 11월 2일 ~ 1759년 1월 12일)는 오라녜 공국의 공작 빌럼 4세의 부인이자 빌럼 5세의 모친이다. 하노버 하렌하우젠 궁전(Schloss Herrenhausen)에서 태어날적엔 안나 폰 하노버(Anna von Hannover)로 불렸으며 혼인 후에는 안나 판 하노버(Anna von Hannover)로도 불렸다.
조지 2세와 카롤리네 폰 브란덴부르크안스바흐의 장녀로 태어나 후에 제2대 프린세스 로열이 되었다.